# Ken Naganuma
Ken Naganuma (jap. 長沼 健, Naganuma Ken; * 5. September 1930 in Hiroshima, Präfektur Hiroshima; † 2. Juni 2008) war ein japanischer Fußballnationalspieler, -trainer und -funktionär.
Naganuma debütierte 1954 in einem WM-Qualifikationsspiel gegen die Auswahl Südkoreas. Dabei gelang ihm sein einziges Länderspieltor. Es folgten drei weitere Länderspiele. Seine einzige bekannte Station war die Werksmannschaft Furukawa Electric SC (heute JEF United Ichihara Chiba). Dort wurde er bereits 1958 Spielertrainer und übte dieses Amt aus, bis er im Jahr 1962 Cheftrainer der japanischen Nationalmannschaft wurde. In dieser Position war er mit einer Unterbrechung bis 1976 tätig.
Von 1994 bis 1998 war er Präsident der Japan Football Association.